# Professor St. Roman

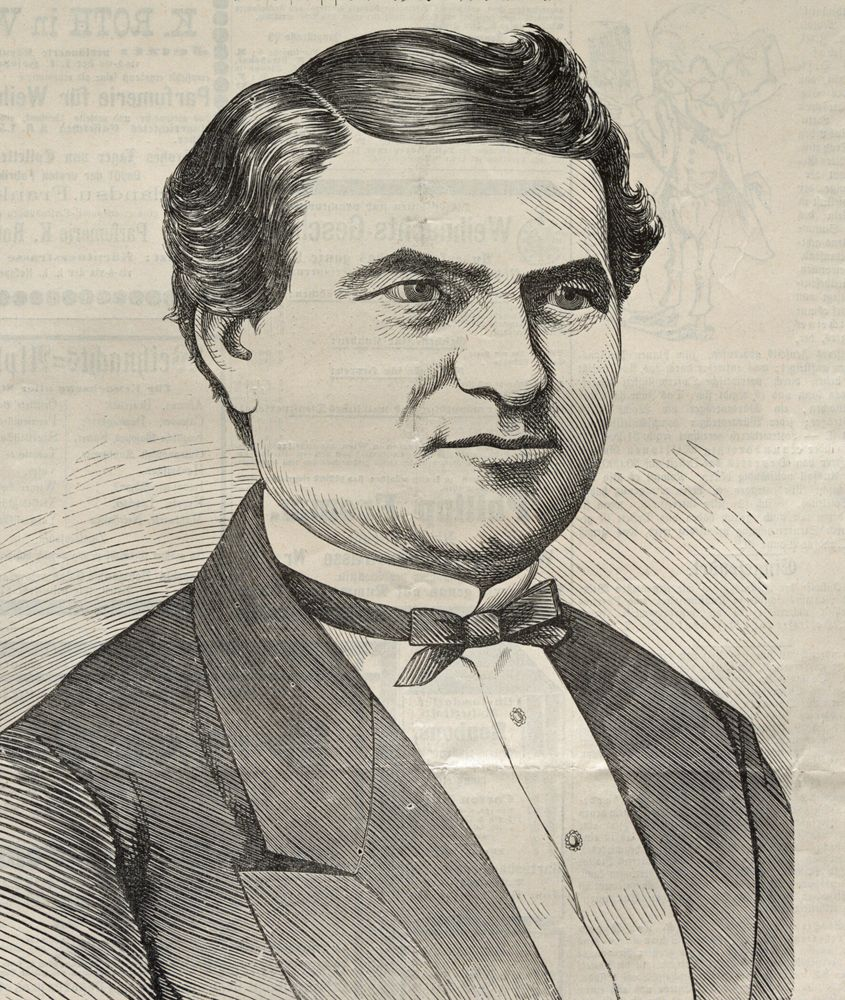
Professor St. Roman
(um 1870)

Professor St. Roman (eigentlich Samuel Thiersfeld; * 14. Oktober 1829 in Jaroslau, Galizien; † 8. Juni 1918 in Wien) war ein österreichischer Zauberkünstler galizisch-jüdischer Herkunft.
Von Beruf eigentlich Konditor, trat er ab 1857 unter dem Namen Professor St. Roman mit Imitationen berühmter Persönlichkeiten, mit Musikdarbietungen und Zauberkunststücken auf. Besonders hervorgehoben wird sein großes Geschick im Umgang mit Spielkarten und Münzen. Von seinen professionellen Kollegen wurde er als einer der größten unter ihnen betrachtet.
Er hatte unter anderem Auftritte bei Kaiser Wilhelm, Kaiser Franz Joseph und bei Otto von Bismarck.